# Continvoir
Continvoir és un municipi francès, situat al departament de l'Indre i Loira i a la regió de Centre – Vall del Loira. L'any 2007 tenia 457 habitants.

## Demografia

### Població
El 2007 la població de fet de Continvoir era de 457 persones. Hi havia 194 famílies, de les quals 52 eren unipersonals (24 homes vivint sols i 28 dones vivint soles), 83 parelles sense fills, 43 parelles amb fills i 16 famílies monoparentals amb fills.
La població ha evolucionat segons el següent gràfic:
Habitants censats

### Habitatges
El 2007 hi havia 267 habitatges, 198 eren l'habitatge principal de la família, 57 eren segones residències i 12 estaven desocupats. 250 eren cases i 11 eren apartaments. Dels 198 habitatges principals, 153 estaven ocupats pels seus propietaris, 40 estaven llogats i ocupats pels llogaters i 5 estaven cedits a títol gratuït; 4 tenien una cambra, 23 en tenien dues, 31 en tenien tres, 61 en tenien quatre i 80 en tenien cinc o més. 153 habitatges disposaven pel capbaix d'una plaça de pàrquing. A 100 habitatges hi havia un automòbil i a 81 n'hi havia dos o més.

### Piràmide de població
La piràmide de població per edats i sexe el 2009 era:
| Homes | Edats   | Dones |
| ----- | ------- | ----- |
| 0     | 95 o +  | 0     |
| 0     | 90 a 94 | 4     |
| 0     | 85 a 89 | 4     |
| 4     | 80 a 84 | 4     |
| 24    | 75 a 79 | 8     |
| 28    | 70 a 74 | 28    |
| 8     | 65 a 69 | 24    |
| 20    | 60 a 64 | 20    |
| 0     | 55 a 59 | 0     |
| 12    | 50 a 54 | 8     |
| 4     | 45 a 49 | 8     |
| 12    | 40 a 44 | 4     |
| 24    | 35 a 39 | 20    |
| 12    | 30 a 34 | 20    |
| 12    | 25 a 29 | 8     |
| 12    | 20 a 24 | 8     |
| 20    | 15 a 19 | 8     |
| 16    | 10 a 14 | 12    |
| 16    | 5 a 9   | 16    |
| 4     | 0 a 4   | 16    |

## Economia
El 2007 la població en edat de treballar era de 253 persones, 171 eren actives i 82 eren inactives. De les 171 persones actives 153 estaven ocupades (91 homes i 62 dones) i 18 estaven aturades (9 homes i 9 dones). De les 82 persones inactives 32 estaven jubilades, 13 estaven estudiant i 37 estaven classificades com a «altres inactius».

### Ingressos
El 2009 a Continvoir hi havia 207 unitats fiscals que integraven 475 persones, la mediana anual d'ingressos fiscals per persona era de 14.331 €.

### Activitats econòmiques
Dels 14 establiments que hi havia el 2007, 1 era d'una empresa alimentària, 1 d'una empresa de fabricació d'altres productes industrials, 3 d'empreses de construcció, 4 d'empreses de comerç i reparació d'automòbils, 1 d'una empresa d'hostatgeria i restauració, 1 d'una empresa immobiliària, 1 d'una empresa de serveis i 2 d'empreses classificades com a «altres activitats de serveis».
Dels 4 establiments de servei als particulars que hi havia el 2009, 1 era una fusteria, 1 lampisteria, 1 perruqueria i 1 restaurant.
L'any 2000 a Continvoir hi havia 13 explotacions agrícoles que ocupaven un total de 36 hectàrees.

## Equipaments sanitaris i escolars
El 2009 hi havia una escola elemental integrada dins d'un grup escolar amb les comunes properes formant una escola dispersa.

## Poblacions més properes
El següent diagrama mostra les poblacions més properes.